# Wakana Nagahara
Wakana Nagahara –en japonés, 永原和可那, Nagahara Wakana– (9 de enero de 1996) es una deportista japonesa que compite en bádminton, en la modalidad de dobles.
Ganó cuatro medallas en el Campeonato Mundial de Bádminton entre los años 2018 y 2022.
Participó en los Juegos Olímpicos de Tokio 2020, ocupando el quinto lugar en la prueba de dobles.

## Palmarés internacional
| Campeonato Mundial | Campeonato Mundial | Campeonato Mundial | Campeonato Mundial |
| Año                | Lugar              | Medalla            | Prueba             |
| ------------------ | ------------------ | ------------------ | ------------------ |
| 2018               | Nankín (China)     | Medalla de oro     | Dobles             |
| 2019               | Basilea (Suiza)    | Medalla de oro     | Dobles             |
| 2021               | Huelva (España)    | Medalla de bronce  | Dobles             |
| 2022               | Tokio (Japón)      | Medalla de bronce  | Dobles             |